# 29-й егерский полк
29-й егерский полк

## Места дислокации
Подольск Московской губернии (1820), второй батальон — в Слободско-Украинской губернии, при поселениях в Уланской дивизии. Полк входил в состав 15-й пехотной дивизии

## Формирование полка
Сформирован 24 июля 1806 г. 3 апреля 1814 г. назван 29-м гренадерским егерским, а 30 августа 1815 г. — 6-м карабинерным. По упразднении егерских полков 28 января 1833 г. 6-й карабинерный полк был разделён пополам между Фанагорийским и Астраханским гренадерскими полками. Старшинство полка сохранено не было.

## Кампании полка
Во время русско-турецкой войны 1806—1812 гг. полк принимал участие в кампании на Дунае. Во время Отечественной войны 1812 г. полк сначала состоял в 22-й пехотной дивизии 1-го корпуса Дунайской армии, но затем два действующих батальона были назначены в 3-й корпус, а запасной батальон был оставлен на кордонах в Молдавии для наблюдения границы.
Знаков отличия 29-й егерский (6-й карабинерный) полк не имел.

## Шефы полка
- 24.08.1806 — 11.02.1810 — полковник Карамышев, Николай Степанович
- 16.02.1810 — 19.03.1812 — полковник (с 19.06.1810 генерал-майор) Сандерс, Фёдор Иванович
- 19.03.1812 — 01.06.1815 — полковник Дурново, Иван Николаевич

## Командиры полка
- 24.07.1806 — 13.10.1809 — подполковник Данкеев, Михаил Васильевич
- 13.10.1809 — 23.10.1811 — полковник Чебышёв, Дмитрий Сергеевич
- 23.10.1811 — 03.09.1813 — подполковник Пригара, Павел Онуфриевич
- 05.01.1816 — 05.12.1816 — подполковник Татаринов, Иван Михайлович
- 05.12.1816 — 06.12.1826 — подполковник (с 06.10.1817 полковник) Гартунг, Николай Иванович
- 06.12.1826 — 14.02.1833 — подполковник (с 27.01.1829 полковник) Бистром, Фердинанд Антонович

## Известные люди, служившие в полку
- Панкратьев, Никита Петрович — генерал-лейтенант, участник войн против Наполеона
- Паскин, Пётр Алексеевич — генерал-лейтенант, начальник штаба Отдельного корпуса внутренней стражи.
- Чебышёв, Сергей Сергеевич — генерал-лейтенант, сенатор

См. также: 56-й егерский полк.